# Asia Rugby Championship Division 2 2015
El Asia Rugby Championship Division 2 de 2015 fue la décima edición del torneo de tercera división organizado por la federación asiática (AR).
El campeonato se disputó en la ciudad de Kuala Lumpur, Malasia.

## Equipos participantes
- Selección de rugby de Emiratos Árabes Unidos
- Selección de rugby de Malasia
- Selección de rugby de Tailandia
- Selección de rugby de Taiwán

## Posiciones
| Pos. | Equipo                 | Encuentros | Encuentros | Encuentros | Encuentros | Tantos  | Tantos    | Tantos     | Puntos |
| Pos. | Equipo                 | jugados    | ganados    | empatados  | perdidos   | a favor | en contra | diferencia | Puntos |
| ---- | ---------------------- | ---------- | ---------- | ---------- | ---------- | ------- | --------- | ---------- | ------ |
| 1    | Malasia                | 3          | 3          | 0          | 0          | 119     | 39        | +80        | 9      |
| 2    | Emiratos Árabes Unidos | 3          | 2          | 0          | 1          | 88      | 54        | +34        | 6      |
| 3    | China Taipéi           | 3          | 1          | 0          | 2          | 54      | 86        | - 32       | 3      |
| 3    | Tailandia              | 3          | 0          | 0          | 3          | 53      | 135       | - 82       | 0      |

Nota: Se otorgan 3 puntos al equipo que gane un partido, 1 al que empate y 0 al que pierda

## Desarrollo
| 10 de mayo | Malasia | 46 - 13 | China Taipéi |  |  |

| 10 de mayo | Emiratos Árabes Unidos | 53 - 22 | Tailandia |  |  |

| 13 de mayo | Malasia | 20 - 19 | Emiratos Árabes Unidos |  |  |

| 13 de mayo | China Taipéi | 29 - 24 | Tailandia |  |  |

| 16 de mayo | Malasia | 53 - 7 | Tailandia |  |  |

| 16 de mayo | Emiratos Árabes Unidos | 16 - 12 | China Taipéi |  |  |

| Bandera de Malasia               |
| Campeón de la División 2 Malasia |
| Tercer título                    |